# Aldea Real
Aldea Real es un municipio y localidad española de la provincia de Segovia, en la comunidad autónoma de Castilla y León. El término municipal, ubicado en la Campiña Segoviana, tiene una población de 287 habitantes (INE 2024).

## Geografía

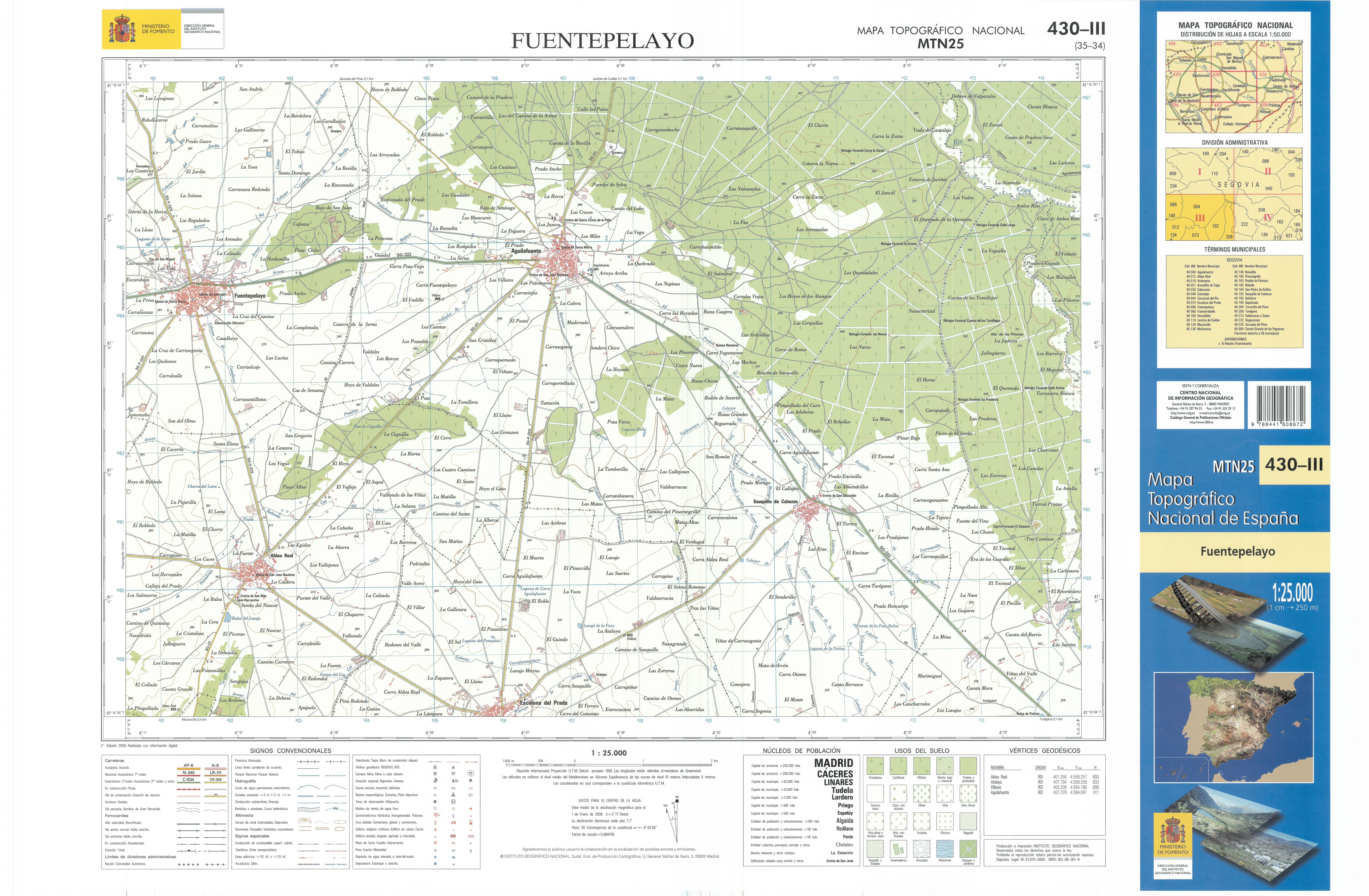
Fragmento de la hoja 430 del Mapa Topográfico Nacional de España de 2008 en el que se representa parte de Cantalejo

| Noroeste: Fuentepelayo | Norte: Fuentepelayo | Noreste: Aguilafuente       |
| Oeste: Pinarnegrillo   |                     | Este: Escalona del Prado    |
| Suroeste: Mozoncillo   | Sur: Mozoncillo     | Sureste: Escalona del Prado |

## Historia

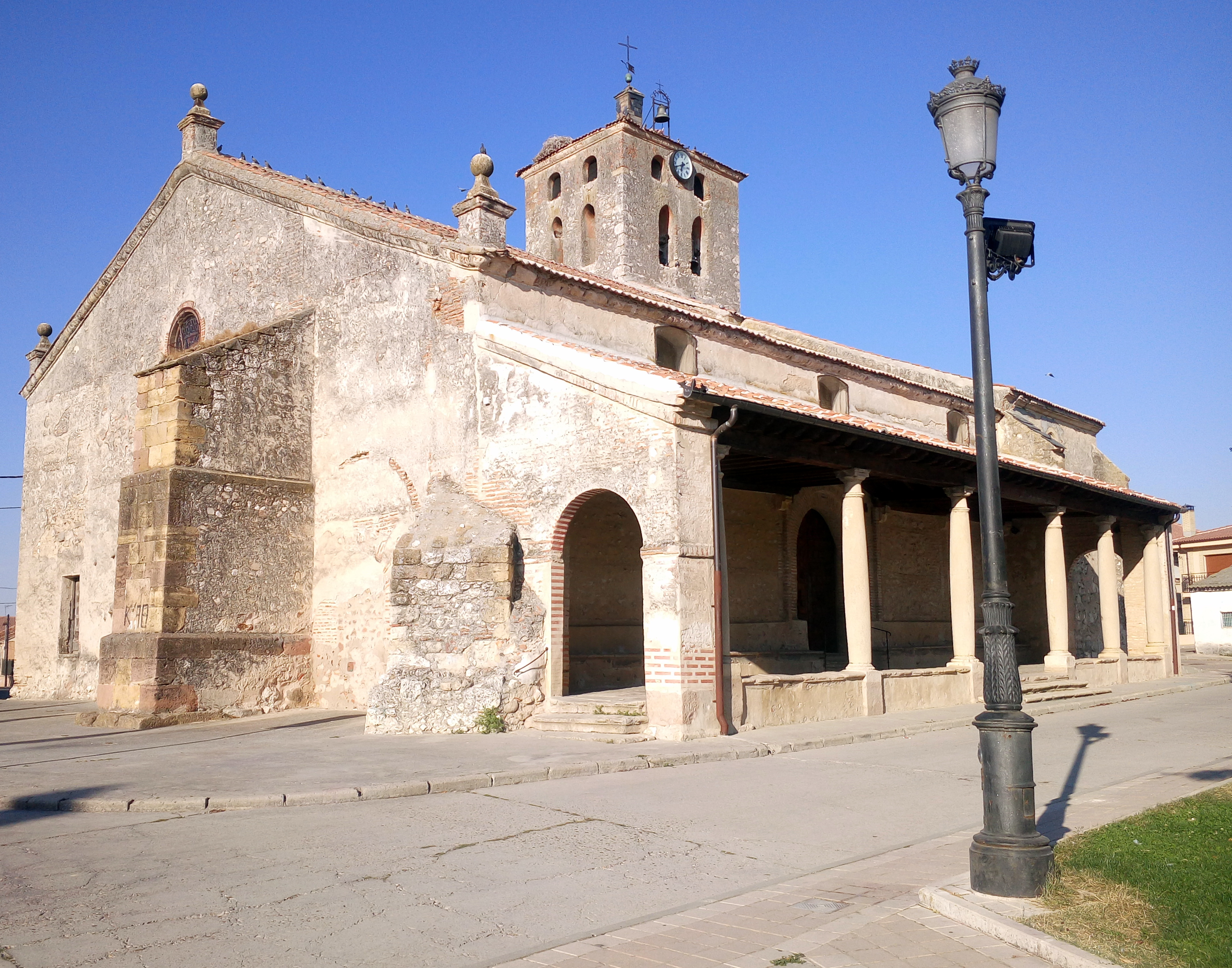
Iglesia de San Juan Bautista

Los orígenes de Aldea Real todavía permanecen en la oscuridad. Su primitivo nombre de Aldea del Rey indica con toda seguridad una fundación real, posiblemente del tiempo de la repoblación del territorio (finales del siglo XI o principios del XII).
La primera noticia documentada sobre la villa se encuentra en un manuscrito de 1247 en el que se detallan las rentas del Obispado de Segovia.
Durante el siglo XIII, sin duda, Aldea del Rey fue creciendo demográficamente y prueba de ello es la construcción de la antigua iglesia de la que en la actualidad sólo queda la torre del campanario.
En los siglos XIV y XV la información es también muy escasa. El 15 de marzo de 1335 el cabildo de la Catedral de Segovia, con licencia del obispo Don Pedro, cambia con Martín Fernández Portocarrero, toda la heredad (son unos bienes) "tierra, viñas, molinos, acequias, olivares, pastos, figuerales, montes y huertos" que el obispo Don Raimundo, les había dejado en Torre de Guadiamar (Sevilla) por la heredad que el tal Martín Fernández tenía en Palacios de Bernuy y Aldea Real.
En 1399 el nombre de la villa aparece de nuevo en un pergamino del archivo de la Catedral de Segovia, ya que en ese año Juan Hurtado de Mendoza, mayordomo del rey Enrique III y su mujer Doña María de Luna, hicieron donación a las monjas de Santa Clara en Tordesillas de unas heredades que ambos poseían en Aldea del Rey y Escobar de Polendos.
Durante el siglo XV la documentación conservada que hable del pueblo es hasta el momento muy insuficiente, aunque un estudio más detallado en el Archivo General de Simancas y el Archivo de la Catedral de Segovia podría sacar a la luz una muy abundante información que llenaría muchas páginas.
El único documento del siglo XV localizado con relación a Aldea del Rey es una carta firmada por Enrique IV en 1456 por la que este monarca castellano cede al Monasterio del Parral las Tercias (unas rentas) de Hortigosa, Pinillos, Aldea del Rey, Mozoncillo, Fuentepelayo, Estas Tercias, todavía a finales del siglo XVI constituían la mayor fuente de ingresos del Parral.
Durante las Navidades de 1459 el citado Enrique IV de Castilla tuvo su residencia en la vecina localidad de Escalona del Prado. Es más que probable que no todo el enorme séquito real, que acompañaba al rey se pudiese alojar en el mismo sitio, y que por su proximidad, lugares como Aldea del Rey o Aguilafuente sirvieran por unos días de estancia de la corte castellana. La misma situación se pudo repetir con las visitas de Isabel la Católica a Aguilafuente en 1483 y la de Fernando el Católico al mismo lugar en 1505.
El siglo XVI trajo cambios importantes en Aldea del Rey como consecuencia del importante aumento demográfico (en 1530 se contabilizan 157 vecinos, lo que situaba a esta localidad entre las 12 más pobladas de la tierra de Segovia), la antigua iglesia parroquial fue remozada totalmente dándole el aspecto que en la actualidad tiene.
Desgraciadamente el archivo parroquial no ha conservado los libros de fábrica de este tiempo por lo que no se ha podido confirmar documentalmente ningún aspecto de este periodo de construcción.
En el reinado de Felipe II (1556-1598) se llevó a cabo el primer vecindario en Castilla (1591). Aldea del Rey aparece con un número da 209 vecinos pecheros de un total de 210, el que resta era el cura párroco, que por tratarse de un miembro del estado eclesiástico estaba libre de pagar impuestos.
En los años finales del siglo XVI se desató una epidemia de peste por toda Castilla que acabó con el florecimiento del que había gozado Segovia desde el siglo XV por la industria de la lana. Aldea Real también se vio afectada puesto que el número de víctimas que se cobró la peste debió de ser altísimo como demuestran los libros de difuntos correspondientes a ese periodo que se guardan en el archivo parroquial, aunque es muy difícil dar un número exacto ya que el cura sólo se preocupó de inscribir en él, el nombre de los fallecidos de cuyo nombre se acordaba; tal debió de ser la mortandad.
Los siguientes censos que se realizaron en Castilla durante el siglo XVII no sirven para dar una idea del número de vecinos que pudo tener Aldea del Rey, puesto que la confección de tales censos es muy defectuosa según los especialistas en demografía histórica.
En el caso concreto de esta localidad, el archivo parroquial con sus libros de bautismos y defunciones demuestran que la población se redujo considerablemente, alcanzando los niveles que tenía hacia el año 1530. Solamente a finales del siglo XVII el número de vecinos aumentó en esta y otras villas de Castilla como consecuencia de la mejora coyuntural del momento.
A principios del siglo XVIII, parece ser que la población se va recuperando, y el nivel económico también, puesto que en 1716 se mandó construir el magnífico retablo barroco de la iglesia parroquial, del que se desconoce el nombre del artista y su importe total, debido a que tampoco se han conservado los libros de fábrica de ese periodo.
En el Archivo Histórico Nacional, sección de Clero, la documentación sobre Aldea Real en el siglo XVIII es muy abundante, pero toda ella sin demasiado interés ya que se trata fundamentalmente de ventas de tierras y créditos de labradores solicitados a algunos monasterios de Segovia.
La consulta de la copia que debería existir en el Ayuntamiento del catastro del Marqués de la Ensenada de 1752 mostraría la riqueza que poseía Aldea del Rey y también el número de vecinos con que contaba.
Los censos de Aranda (1768) y Floridablanca (1787) muestran a las claras el aumento de la población. En el de 1787 vemos que la villa cuenta con 678 habitantes, de los que 321 son hombres y 357 mujeres y estaban ocupados de la siguiente manera: 1 cura, 1 sacristán, 1 estudiante, 60 labradores, 39 jornaleros, 45 artesanos, 8 criados y 523 que o bien son menores o no tienen una ocupación específica.
Los datos que aporta este recuento han de ser considerados como muy fiables, pues el primer censo de habitantes que debe recibir ese nombre propiamente es el de Floridablanca.
En el siglo XIX Aldea del Rey sigue su andadura sin grandes transformaciones. Se desconocen las repercusiones o incidencias que pudieran ocasionar la Guerra de la Independencia o las Guerras Carlistas, pero sin duda se debieron dejar notar de una forma u otra. A mediados del siglo XIX, el lugar tenía contabilizad una población de 758 habitantes. Aparece descrito en el primer volumen del Diccionario geográfico-estadístico-histórico de España y sus posesiones de Ultramar de Pascual Madoz de la siguiente manera:

ALDEA DEL REY: l. con ayunt. de la prov., part.jud., adm. de rent. y dióc. de Segovia (5 leg.), aud. terr. y c. g. de Madrid (18): sit. al N. de la cap. con alguna inclinacion al O., en parage llano y ventilado; no es enfermizo; tiene 190 casas, la mayor parte de piso bajo, de regular distribucion interior, que forman una plaza casi cuadrada, tres calles regulares y otras mas inferiores sin empedrar y con falta de limpieza: hay casa municipal, que sirve de cárcel, escuela dotada de los fondos públicos y la retribucion convencional de los 70 niños que concurren: parr. sit. en la plaza con buen pórtico al S., dedicada á San Juan Baustista; y de curato perpétuo por oposicion: una fuente pública y algunos pozos para el surtido del vecindario; y en los afueras dos ermitas, la una con la advocacion del S.S. Corpus-Cristi, y la otra de Humilladero, inmediato á la cual se halla el cementerio. Confina el térm. por N. con Aguila Fuente, E. con Escalona, del mismo part. de Segovia. S. con Mozoncillo, y O. con Pinar-negrillo, todos á 1/2 leg. de dist.: comprende 4,500 fan. de las cuales se destinan á cereales 3,358, á viñedo 1,044 y lo demas á prados que se riegan con el sobrante de la fuente del pueblo, y otra llamada del Caz que existe á 1/4 leg.: el terreno es todo llano y de secano, escepto los prados referidos; los caminos son carreteros y en buen estado. Prod.: trigo, cebada, centono, algarroba, garbanzos y vino; se mantienen ademas 3,000 cab. de ganado lanar: ind.: la agrícola y una fáb. de tinajas.: pobl.: 207 1/2 vec.: 758 alm.: cap. imp. 206,505 rs.: contr. 18,085: presupuesto municipal 6,000 rs. se cubre con el valor de 150 fan. de tierra del concejo, 8,000 rs. de la taberna, 600 de la abaceria, y 300 de la aguardienteria, cuyos sobrantes quedan á menos repartir en los demas impuestos. No se sabe la fundacion del pueblo, y únicamente se tiene como cosa cierta, que se hallaba antiguamente esparcido en barrios que despues fueron reuniéndose tal como hoy existen.
(Madoz, 1845, p. 494)

La población siguió creciendo como consecuencia de las mejoras en la alimentación y el fin de las grandes epidemias de siglos anteriores. El Diccionario de Pascual Madoz (1852) da una cifra de habitantes de 758, de los que sólo 125 (los más ricos) tenían derecho a voto en las elecciones. La riqueza urbana se sitúa en torno a los 206.506 reales, cifra en un nivel medio con relación a los demás pueblos de la provincia.
Al llegar el siglo XX los habitantes de Aldea del Rey se deben situar en torno a los 915, iniciando en la década de los años veinte un descenso del que en la actualidad no se ha recuperado.
Hasta la reforma de la nomenclatura municipal de 1916 el municipio se llamaba Aldea del Rey. En dicha fecha su nombre fue modificado por el de Aldea Real. Con el cambio se evitaron confusiones con Aldea del Rey (Ciudad Real) y Aldea del Rey (Ávila).

## Demografía
Cuenta con una población de 287 habitantes (INE 2024).
| Gráfica de evolución demográfica de Aldea Real entre 1842 y 2021                                                      |
| |
| Población de derecho según los censos de población del INE. Población de hecho según los censos de población del INE. |

Hacia 1940, la población se sitúa en 900 habitantes. Pero a partir de la década de los 60, el número de habitantes sufre un importante descenso quedando en nuestros días en 396 habitantes. La densidad de población para esta localidad es de 15,6 habitantes/km².
Ciertamente, esta cifra se mantiene muy por debajo de las cifras nacional (78,6 hab/km²) y autonómica (26,4 hab/km²) y cercana a la densidad de población en los territorios rurales (14,5 % hab/km²). Estos datos reflejan a las claras el progresivo despoblamiento de las zonas rurales de Castilla y León y lo que esto significa de cara a las posibilidades de desarrollo de nuestros pueblos.
En cuanto a la distribución de la población, existe un predominio claro de los varones frente a las mujeres. Las mujeres suponen el 46 % de la población frente al 54 % de los varones. Y donde más claramente se ve la diferencia es en los tramos de edad comprendidos entre los 20 y los 55 años. Esta circunstancia es la que nos da muestras de la masculinización de la población y de cómo las deficiencias del mercado laboral afectan más a las mujeres que a los hombres, haciendo que éstas salgan de su localidad, en el momento en que quieren trabajar, en busca de oportunidades laborales que en su municipio y entorno más inmediato no existen.

## Economía
La economía de la localidad se asienta en la agricultura y ganadería y en menor medida en el comercio y otros servicios, teniendo un peso prácticamente nulo el sector industrial. El 83 % de la superficie agraria está destinada a cultivos herbáceos, aunque algunos agricultores ya se empiezan a decantar por los cultivos de hortalizas. En cuanto a la ganadería destaca el porcino con 3500 cabezas.
El paro en la localidad es prácticamente inexistente (2 %), entre otras razones porque la gente joven se va del pueblo ante la perspectiva de la escasa oferta de empleo. Por otro lado, hay que tener en cuenta que este colectivo de personas sale de su localidad de origen en el momento de cursar estudios superiores dirigiéndose a ciudades más grandes como Madrid, Salamanca o Valladolid, también Segovia, y en muchos casos fijando su residencia en ellas y no retornando a la localidad de origen. Este éxodo rural es el que genera una especie de sobrecarga de trabajo para los residentes que quedan (integración de parcelas), mecanización o aumento del trabajo intensivo de los agricultores.

## Administración y política
Lista de alcaldes
| Periodo   | Nombre                                                                          | Partido |
| --------- | ------------------------------------------------------------------------------- | ------- |

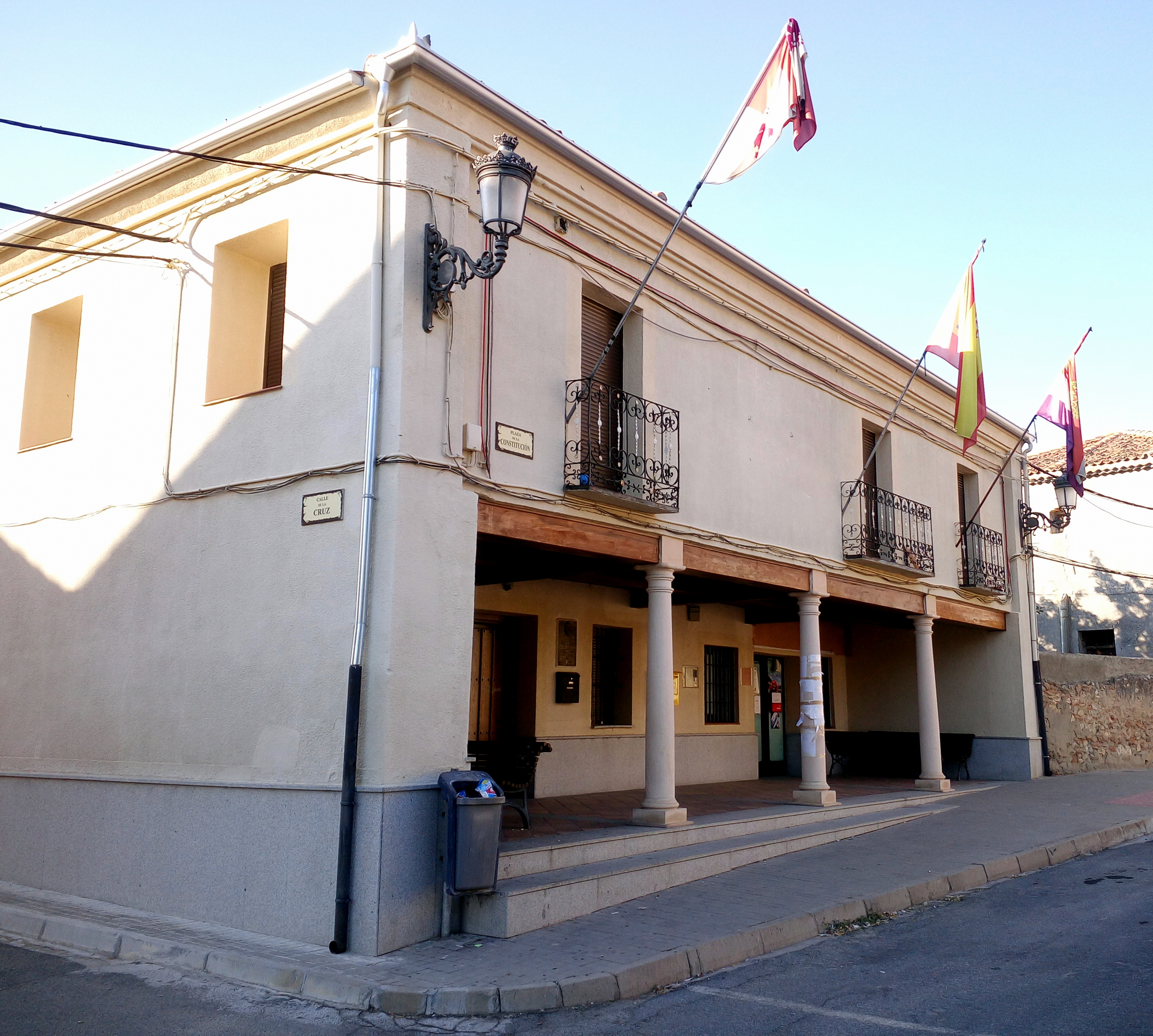
Casa consistorial

| 1979-1983 | José Ignacio Gómez Martín                                                       | PSOE    |
| 1983-1987 | Domingo Gómez Herrero                                                           | PSOE    |
| 1987-1991 | Luis Miguel Tardón Santos                                                       | PP      |
| 1991-1995 | Ana M. de la Peña Ortega Velázquez (1991-1992)Andrés Tardón Arribas (1992-1995) | PP      |
| 1995-1999 | Juan Luis Gómez de Santos                                                       | PSOE    |
| 1999-2003 | Juan Luis Gómez de Santos                                                       | PSOE    |
| 2003-2007 | Rafael Vallejo Herranz                                                          | PSOE    |
| 2007-2011 | Rafael Vallejo Herranz                                                          | PSOE    |
| 2011-2015 | María Isabel Rosa Gómez                                                         | PP      |
| 2015-2019 | Pedro García Martín                                                             | PSOE    |
| 2019-2023 | Pedro García Martín                                                             | PSOE    |
| 2023-act. | Luis Tomás Losañez de Frutos                                                    | PP      |